# David Hansemann
David Justus Ludwig Hansemann, född 12 juli 1790, död 4 augusti 1864, var en preussisk politiker. Han var far till Adolph och Gustav von Hansemann.
Hansemann var från 1830 verksam inom politiken och hörde till de mest betydande representanterna för sin tid moderata liberalism.
Hansemann blev mars 1848 finansminister och var 25 juni - 28 september samma år ministerpresident, därefter en kort  tid ledare av Preussische Bank. Han grundade 1851 Disconto-Gesellschaft.